# Pereskia bahiensis
Pereskia bahiensis là một loài xương rồng là loài đặc hữu của Brasil. Môi trường sống tự nhiên của chúng là rừng khô nhiệt đới và cận nhiệt đới và vùng cây bụi khô. Chúng hiện đang bị đe dọa vì mất môi trường sống.